# Tanker za utekočinjeni zemeljski plin
Tanker na utekočinjeni zemeljski plin ali pa UZP tanker, (ang. Liquefied Natural Gas - LNG Tanker ali LNG Carrier) je tanker specializiran za prevoz utekočinjenega zemeljskega plina. Promet z utekočnijenim zemeljskim plinom se v zadnjih letih zelo povečuje in tako tudi število tankerjev.Kapaciteto se po navadi meri v kubičnih metrih m3.
Prvi LNG tanker je bil Methane Pioneer iz 1950ih s sorazmerno majhno nosilnostjo 5034 ton, vendar je dokazal koncept. Potem so zgradili še dva namensko grajena LNG tankerja Methane Princess in Methane Progress' s kapaciteto 27 000 m3
V 1960 so zgradili LNG tankerje na Švedskem s kapaciteto 71 500 m3. Danes imajo največji LNG tankerji kapaciteto do 266 000 m3 Do leta 2005 so zgradili 203 plovil, 193 jih je bilo v uporabi. On koncu 2011 pa je bil v uporabi 359. Junija 2012 je bilo naročenih 72 novih, večina velikosti 120.000 do 140.400 m3.
Qatargas je razvil dva nova razreda Q-Flex in Q-Max, ki ima napravo za ponovno utekočinjenje.

## Natovarjanje in raztovarjanje
Natovarjanje UZP se izvaja v več korakih. Na začetku so tanki polni zraka, kar omogoča lažje vzdrževanje cevi in črpalk. V primeru, da bi takoj naložili tovor, bi lahko prišlo do eksplozije. Prav tako bi UZP pri −162 °C lahko povzročil poškodbe tanka zaradi hitre spremembe temperature. 
Najprej je treba narediti inertno amtosfero, to se naredi z gorenjem dizla z zrakom, kar proizvede (CO2) in zmanjša koncentracijo kisika do pod 4%. Še vedno ni možno takoj naložiti tovor, ker bi CO2 zamrznil in lahko poškodoval črpalke. 
Tekoči UZP se potem vodi do uplinjevalnika, kjer se spremeni v plin. Potem ga ogrejejo na 20 °C in se ga vodi do tankov, kjer izpodrine prejšnji inertni plin (CO2). Sprva se CO2 spusti v atmosfero, ko koncentracija metana doseže 5%, pa na pristaniščni terminal zaradi varnosti.
Zdaj so tanki na okoljski temperaturi in napolnjeni (deloma) z metanom. Tekoči UZP se vodi do razpršilnikov, ki ohladijo tanke. Odvečni plin, ki izpari, se ponovno utekočini ali pa odpadno zažge na terminalu. Ko tanki dosežejo temperaturo −140&.;°C, se lahko začne nalagati UZP. Nalaganje se po navadi konča pri 98,5%, da se dovoli manjša ekspanzija.
Ker ni možno zagotoviti popolne izolacije, se med plovbo del metana uplini. Nekatere ladje uporabljajo ta plin za pogon ladijskih motorjev, druge pa imajo naprave za ponovno utekočinjenje. Tipičen tanker ima 4 do 6 rezervoarjev. LNG tankerji imajo v večini dvojni trup. V vsakem tanku so po navadi tri potopljene črpalke.
Ko tanker doseže pristanišče, se uporabljajo črpalke za prenos tovora. Ko se tovor v tanku zmanjša, se prazen prostor napolni s plinom iz terminala ali pa se del tovora uplini. Po navadi se izčrpa največjo možno količino metana, lahko pa del tovora ostane na tankerju - to se imenuje "peta" (heel).